# Gros Néolithique

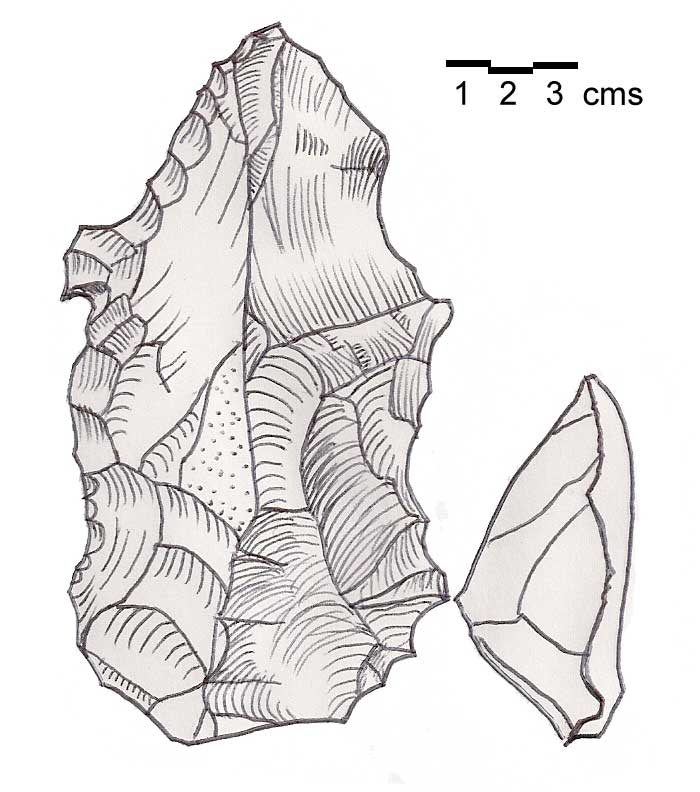
Lourds outils de la culture Qaraoun trouvés à Mtaileb I

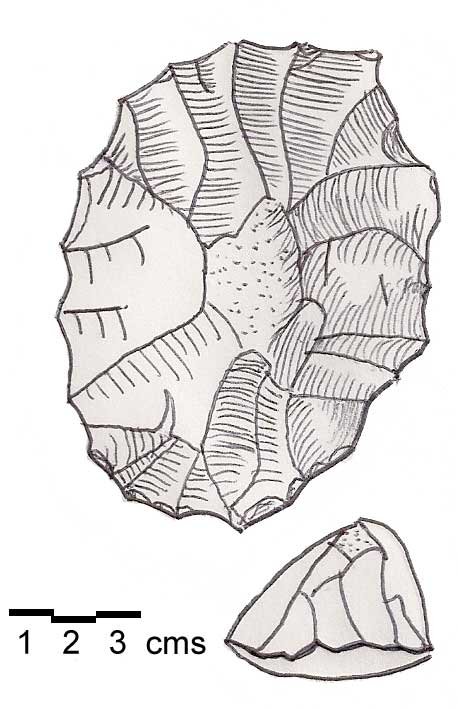
Mini nucléus de lames

Le Gros Néolithique, ou Gigantolithique, est un style d'outils de pierre taillée, souvent en silex, associé principalement à la culture Qaraoun, mise en évidence dans la plaine de la Bekaa, au Liban. 

## Historique
Le Gros Néolithique a été initialement daté de l'Épipaléolithique ou du début du Néolithique précéramique A,,.
Diana Kirkbride et Dorothy Garrod menèrent de 1958 à 1963 des fouilles notables à Adloun II (grotte de Bezez), au Liban, où elles mirent au jour des outils du Gros Néolithique. Les couches supérieures du site étaient cependant perturbées. La forme des outils montre des ressemblances avec le Campignien (de) du Mésolithique de France. En raison des balbutiements de la datation par le carbone 14 à l'époque des fouilles, et faute d'études récentes, la chronologie de la culture Qaraoun au Proche-Orient reste aujourd'hui imprécise.